# Service d'exploitation de la formation aéronautique
Cet article possède un paronyme, voir Seffa.
Pour les articles homonymes, voir Sefa.
Le Service d'exploitation de la formation aéronautique (SEFA) est une ancienne école française de formation au pilotage, répartie sur neuf centres dépendant de la Direction générale de l'Aviation civile (DGAC), active entre 1993 et 2011. Elle fusionne avec l'École nationale de l'aviation civile (ÉNAC) le 1er janvier 2011.

## Histoire

### Origines

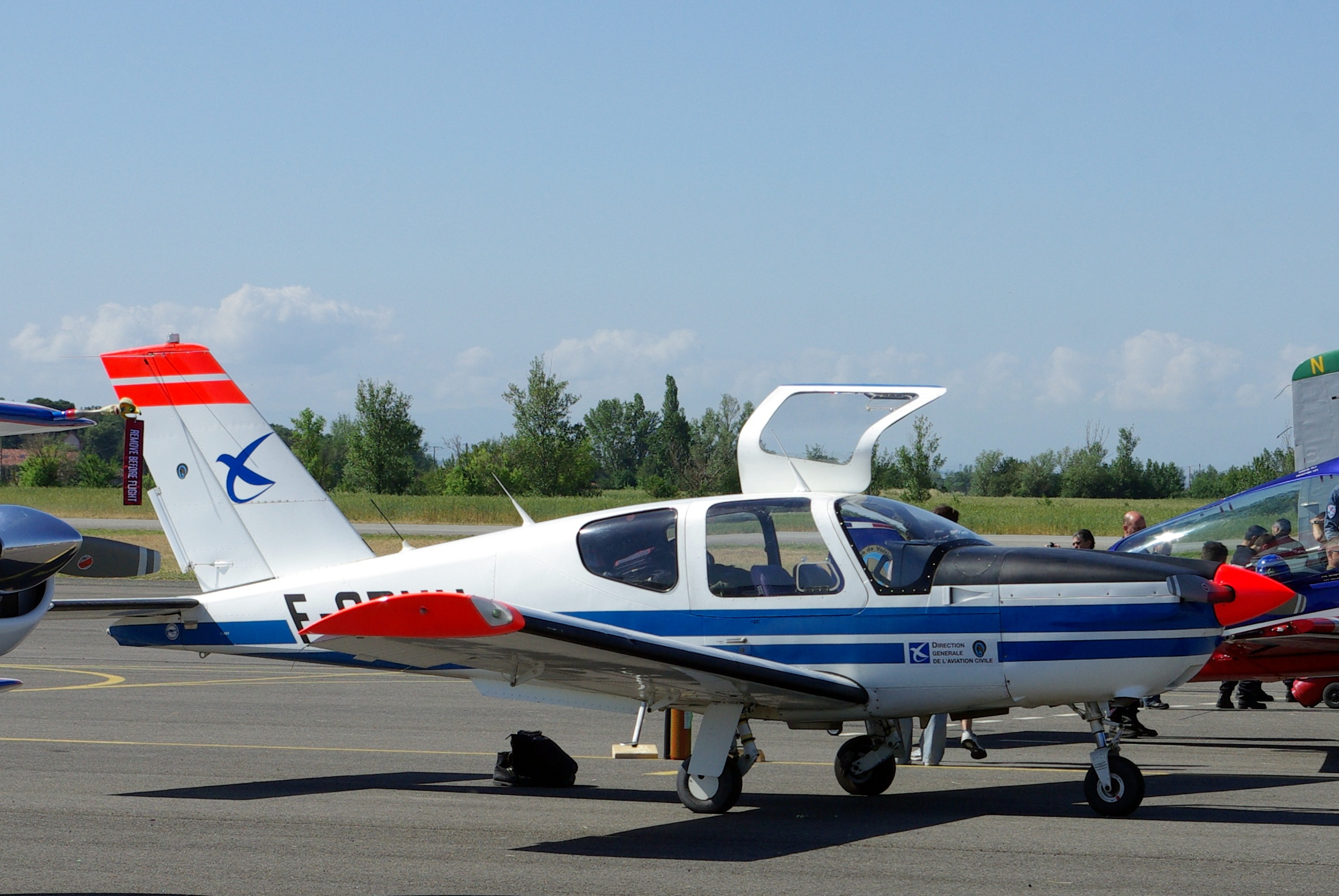
Socata TB-20 de l'ÉNAC au meeting aérien Airexpo sur l'aérodrome de Muret - Lherm le 28 mai 2011.

Le SEFA est l'héritier direct d’une longue tradition d’implication de l’État dans l’aide à l’aviation légère. 
Dès 1936, le Front populaire crée des « sections d’aviation populaire » (SAP), dans le but de démocratiser l'apprentissage du pilotage des avions légers chez les jeunes, puis pour former ensuite davantage de navigants à l'aviation militaire française. En 1946 est créé le « service de l’aviation légère et sportive » (SALS), dont la vocation consiste essentiellement à mettre à disposition des aéro-clubs des avions et des instructeurs. Les deux premières autorisations d'instructeur sont délivrées à Louis Sabatier et Pierre Lard (1924-2013).
En 1955, le SALS devient « service de la formation aéronautique et des sports aériens » (SFASA), puis en 1959 le « service de la formation aéronautique, du travail aérien et des transports » (SFATAT), en 1964 c’est le « service de la formation aéronautique » (SFA) et enfin le « service de la formation aéronautique et du contrôle technique » (SFACT) en 1976. Ces appellations successives reflètent les évolutions dans l’organisation de l'administration de l’aviation civile, mais aussi l’implication directe de l’État, dans la formation au pilotage. C’est ainsi que des « centres nationaux » seront créés, dès 1945, pour le vol à voile (Challes-les-Eaux, Beynes, Pont-Saint-Vincent, etc), puis pour le vol moteur (Carcassonne en 1945, Saint-Yan en 1947), et même pour le parachutisme (Biscarrosse en 1953).

### Création
Au fil des ans, l'administration de l'aviation civile se retire cependant progressivement de ses activités dans le domaine du vol à voile puis du parachutisme. En 1959, le centre de Saint-Yan accueille la première promotion d’Élèves Pilote de Ligne (EPL), inaugurant ainsi une nouvelle mission du SEFA : la formation des pilotes de ligne. Les centres nationaux étaient rattachés au service de l'aviation civile chargé de la formation.  La création d’une structure unique de direction s’imposait.
C'est ainsi qu'est créé le SEFA en 1993, regroupant dans une même structure tous les moyens nécessaires à l’accomplissement des missions confiées par la DGAC. La direction du SEFA est implantée à Muret en 1996, en rassemblant l’ensemble des services centraux auparavant dispersés entre Saint-Cyr-l'École et Paris. 

### Fusion avec l'ÉNAC
Enfin, le 1er janvier 2011, le SEFA fusionne avec l'École nationale de l'aviation civile (ÉNAC),. pour constituer la plus grande école d'aviation européenne en termes d'effectifs. L'ensemble des activités du SEFA se poursuivent sous le seul sigle ENAC.